# Michał Czołhański
Michał Czołhański herbu Sas (zm. w 1718 roku) – scholastyk lwowskiej kapituły katedralnej w 1707 roku, kanonik kapituły katedralnej lwowskiej w 1699 roku.